# Светско првенство у хокеју на леду 2023 — Дивизија III
Светско првенство дивизије III у хокеју на леду за 2023, била су два међународна турнира у хокеју на леду које организује Међународна хокејашка федерација.
Турнир Групе А одржан је у Кејптауну, у Јужноафричкој Републици од 17. до 23. априла, а турнир Групе Б у Сарајеву, Босна и Херцеговина од 27. фебруара до 5. марта 2023. године.
Кинески Тајпеј је промовисан након победе у Групи А, док је Северна Кореја испала након одустајања од учешћа на турниру. Киргистан је освојио турнир Групе Б и остварио пласман у Групу А, док је Малезија испала из треће дивизије.

## Група А
Првенство треће дивизије на светском шампионату 2023. играло се од 17. до 23. априла у Кејптауну, граду у Јужноафричкој Републици. Све утакмице су се играле на леду градске ледене дворане у Кејптауну. На турниру је учествовало 5 екипа, једна из Европе, три из Азије и једна из Африке, играло се по лигашком систему у четири кола, а првопласирана екипа обезбедила је наступ на првенство друге дивизије за 2023. годину.
Титулу светског првака у трећој дивизији освојила је селекција Кинеског Тајпеја која је једина остварила свих четири победа на турниру. На одиграних 10 утакмица постигнуто је укупно 86 голова, односно 8,6 погодака по утакмици. Све мечеве је уживо пратило 1.815 гледалаца или у просеку 182 гледаоца по утакмици. Најефикаснији играч турнира је био нападач селекције Тајланда Јан Исаксон са 11 поена. 

### Учесници
| Екипа          | Квалификације                   |
| -------------- | ------------------------------- |
| Северна Кореја | Одустали од учешћа              |
| Туркменистан   | 3. место у Дивизији III         |
| Кинески Тајпеј | 4. место у Дивизији III         |
| Луксембург     | 5. место у Дивизији III         |
| Јужна Африка   | 1. место у Дивизији III Група Б |
| Тајланд        | 2. место у Дивизији III Група Б |

### Судије
За турнир су изабрана четири судије и седам линијских судија.
| Главне судије                                                  | Линијске судије |
| -------------------------------------------------------------- | --- |
| - Андреа Бенвењу - Рајан Каирнс - Ћемал Каја - Јахја Ал-Џнеиби | - Фрејзер Олсон - Мирослав Љотски - Оскар Перез - Коеп Лермакерс - Едвард Хауард - Џејсон ван Рујен - Хелан Ал-Амери |

### Резултати и табела
|  | Пласман на СП 2024, дивизија II − група Б |
|  | Испали на СП 2024, дивизија IV            |

| #          | Репрезентација  | Ут | П | Ппр | Ипр | И | ГД | ГП | ГР  | Бод |
| ---------- | --------------- | -- | - | --- | --- | - | -- | -- | --- | --- |
| 1. (41/55) | Кинески Тајпеј  | 4  | 4 | 0   | 0   | 0 | 30 | 4  | +26 | 12  |
| 2. (42/55) | Туркменистан    | 4  | 2 | 0   | 0   | 2 | 17 | 16 | +1  | 6а  |
| 3. (43/55) | Јужна Африка    | 4  | 2 | 0   | 0   | 2 | 16 | 17 | -1  | 6а  |
| 4. (44/55) | Луксембург      | 4  | 2 | 0   | 0   | 2 | 20 | 21 | −1  | 6а  |
| 5. (45/55) | Луксембург      | 4  | 0 | 0   | 0   | 4 | 3  | 28 | −25 | 0   |
| 6.         | Северна Корејаб | 0  | 0 | 0   | 0   | 0 | 0  | 0  | 0   | 0   |

Извор:ИИХФ

Правила пласмана: 1) бодови; 2) међусобни сусрет; 3) међусобна гол-разлика; 4) међусобни број постигнутих голова; 5) резултат против најближе најбоље рангиране екипе ван изједначених екипа; 6) резултат против другопласиране екипе ван изједначених екипа; 7) носиоци пре турнира. 

Напомена: a - Туркменистан 3 бода, 0 ГД, 12 ГС; Јужна Африка 3 бода, 0 ГД, 11 ГС; Тајланд 3 бода, 0 ГД, 8 ГС. 

б - Северна Кореја одустала од такмичења.
| 17. април 2023. 16:00 | Тајланд | 2 : 11 0:3, 1:3, 1:5 | Кинески Тајпеј | Градска ледена дворана, Кејптаун Посетилаца: 30 |

| Извор | Извор | Извор | Извор | Извор |
| ----- | ----- | ----- | ----- | ----- |
|       |       |       |       |       |
|       |       |       |       |       |
|       |       |       |       |       |
|       |       |       |       |       |

| 17. април 2023. 20:00 | Туркменистан | 6 : 9 3:0, 0:4, 3:5 | Јужна Африка | Градска ледена дворана, Кејптаун Посетилаца: 187 |

| Извор | Извор | Извор | Извор | Извор |
| ----- | ----- | ----- | ----- | ----- |
|       |       |       |       |       |
|       |       |       |       |       |
|       |       |       |       |       |
|       |       |       |       |       |

| 18. април 2023. 20:00 | Луксембург | 2 : 10 0:2, 1:5, 1:3 | Тајланд | Градска ледена дворана, Кејптаун Посетилаца: 51 |

| Извор | Извор | Извор | Извор | Извор |
| ----- | ----- | ----- | ----- | ----- |
|       |       |       |       |       |
|       |       |       |       |       |
|       |       |       |       |       |
|       |       |       |       |       |

| 19. април 2023. 16:00 | Луксембург | 1 : 4 0:1, 1:3, 0:0 | Туркменистан | Градска ледена дворана, Кејптаун Посетилаца: 40 |

| Извор | Извор | Извор | Извор | Извор |
| ----- | ----- | ----- | ----- | ----- |
|       |       |       |       |       |
|       |       |       |       |       |
|       |       |       |       |       |
|       |       |       |       |       |

| 19. април 2023. 20:00 | Кинески Тајпеј | 6 : 1 0:0, 3:1, 3:0 | Јужна Африка | Градска ледена дворана, Кејптаун Посетилаца: 300 |

| Извор | Извор | Извор | Извор | Извор |
| ----- | ----- | ----- | ----- | ----- |
|       |       |       |       |       |
|       |       |       |       |       |
|       |       |       |       |       |
|       |       |       |       |       |

| 20. април 2023. 20:00 | Тајланд | 3 : 6 0:0, 0:3, 3:3 | Туркменистан | Градска ледена дворана, Кејптаун Посетилаца: 30 |

| Извор | Извор | Извор | Извор | Извор |
| ----- | ----- | ----- | ----- | ----- |
|       |       |       |       |       |
|       |       |       |       |       |
|       |       |       |       |       |
|       |       |       |       |       |

| 21. април 2023. 16:00 | Кинески Тајпеј | 10 : 0 6:0, 2:0, 2:0 | Луксембург | Градска ледена дворана, Кејптаун Посетилаца: 27 |

| Извор | Извор | Извор | Извор | Извор |
| ----- | ----- | ----- | ----- | ----- |
|       |       |       |       |       |
|       |       |       |       |       |
|       |       |       |       |       |
|       |       |       |       |       |

| 21. април 2023. 20:00 | Јужна Африка | 2 : 5 1:2, 1:1, 0:2 | Тајланд | Градска ледена дворана, Кејптаун |

| Извор | Извор | Извор | Извор | Извор |
| ----- | ----- | ----- | ----- | ----- |
|       |       |       |       |       |
|       |       |       |       |       |
|       |       |       |       |       |
|       |       |       |       |       |

| 23. април 2023. 14:00 | Туркменистан | 1 : 3 0:0, 0:2, 1:1 | Кинески Тајпеј | Градска ледена дворана, Кејптаун Посетилаца: 150 |

| Извор | Извор | Извор | Извор | Извор |
| ----- | ----- | ----- | ----- | ----- |
|       |       |       |       |       |
|       |       |       |       |       |
|       |       |       |       |       |
|       |       |       |       |       |

| 23. април 2023. 18:00 | Јужна Африка | 4 : 0 1:0, 2:0, 1:0 | Луксембург | Градска ледена дворана, Кејптаун Посетилаца: 1.000 |

| Извор | Извор | Извор | Извор | Извор |
| ----- | ----- | ----- | ----- | ----- |
|       |       |       |       |       |
|       |       |       |       |       |
|       |       |       |       |       |
|       |       |       |       |       |

Напомена: Сатница свих утакмица је по локалном времену UTC+2.

## Група Б
Првенство треће дивизије групе Б на светском шампионату 2023. играло се од 27. фебруара до 5. марта у Сарајевуу, главном граду Босне и Херцеговине. Све утакмице су се играле Скендерији у Сарајеву. На турниру је учествовало 6 екипа, једна из Европе и пет из Азије, играло се по лигашком систему у пет кола, а првопласирана екипа обезбедила је наступ на првенство треће дивизије групе А за 2024. годину.
Титулу светског првака у трећој дивизији групе Б освојила је селекција Киргистана која је остварила свих пет победа на турниру. На одиграних 15 утакмица постигнуто је укупно 212 голова, односно 14,13 погодака по утакмици. Све мечеве је уживо пратило 4.585 гледалаца или у просеку 306 гледаоца по утакмици. Најефикаснији играч турнира је био нападач првопласиране селекције Мамед Сеифулов са 28 поена. 

### Учесници
| Екипа               | Квалификације                        |
| ------------------- | ------------------------------------ |
| Босна и Херцеговина | Домаћин, 3. место у Дивизији III Б   |
| Киргистан           | 1. место у Дивизији IV               |
| Иран                | 2. место у Дивизији IV               |
| Сингапур            | 3. место у Дивизији IV               |
| Малезија            | 4. место у Дивизији IV               |
| Хонгконг            | без пласмана на претходном првенству |

### Судије
За турнир су изабране четири судије и седам линијских судија.
| Главне судије                                                      | Линијске судије |
| ------------------------------------------------------------------ | --- |
| - Виталијус Севрук - Парк Јае-хјунг - Роберт Халин - Филип Стребел | - Хуанг Јен-хунг - Томислав Грозај - Марко Саковић - Јири Свобода - Давид Пердув - Лукаш Кацеј - Алехандро Гарсија |

### Резултати и табела
|  | Пласман на СП 2024, дивизија III − група А |
|  | Испали на СП 2024, дивизија IV             |

| #          | Репрезентација      | Ут | П | Ппр | Ипр | И | ГД | ГП | ГР  | Бод |
| ---------- | ------------------- | -- | - | --- | --- | - | -- | -- | --- | --- |
| 1. (46/55) | Киргистан           | 5  | 0 | 0   | 0   | 0 | 76 | 5  | +71 | 15  |
| 2. (47/55) | Босна и Херцеговина | 5  | 3 | 1   | 0   | 1 | 39 | 20 | +19 | 11  |
| 3. (48/55) | Хонгконг            | 5  | 2 | 1   | 1   | 1 | 41 | 26 | +15 | 9   |
| 4. (49/55) | Сингапур            | 5  | 2 | 0   | 1   | 2 | 31 | 31 | 0   | 7   |
| 5. (50/55) | Иран                | 5  | 1 | 0   | 0   | 4 | 19 | 53 | -34 | 3   |
| 6. (51/55) | Малезија            | 5  | 0 | 0   | 0   | 5 | 6  | 77 | -71 | 0   |

Извор:ИИХФ
| 27. фебруар 2023. 13:00 | Киргистан | 14 : 2 7:1, 5:1, 2:0 | Сингапур | Скендерија, Сарајево Посетилаца: 69 |

| Извор | Извор | Извор | Извор | Извор |
| ----- | ----- | ----- | ----- | ----- |
|       |       |       |       |       |
|       |       |       |       |       |
|       |       |       |       |       |
|       |       |       |       |       |

| 27. фебруар 2023. 16:30 | Малезија | 4 : 14 1:3, 0:7, 3:4 | Иран | Скендерија, Сарајево Посетилаца: 55 |

| Извор | Извор | Извор | Извор | Извор |
| ----- | ----- | ----- | ----- | ----- |
|       |       |       |       |       |
|       |       |       |       |       |
|       |       |       |       |       |
|       |       |       |       |       |

| 27. фебруар 2023. 20:00 | Босна и Херцеговина | 6 : 5 (пен) 1:2, 2:3, 2:0, 0:0, 1:0 | Хонгконг | Скендерија, Сарајево Посетилаца: 800 |

| Извор | Извор | Извор | Извор | Извор |
| ----- | ----- | ----- | ----- | ----- |
|       |       |       |       |       |
|       |       |       |       |       |
|       |       |       |       |       |
|       |       |       |       |       |

| 28. фебруар 2023. 13:00 | Сингапур | 10 : 0 2:0, 5:0, 3:0 | Малезија | Скендерија, Сарајево Посетилаца: 100 |

| Извор | Извор | Извор | Извор | Извор |
| ----- | ----- | ----- | ----- | ----- |
|       |       |       |       |       |
|       |       |       |       |       |
|       |       |       |       |       |
|       |       |       |       |       |

| 28. фебруар 2023. 16:30 | Хонгконг | 11 : 1 3:0, 5:0, 3:1 | Иран | Скендерија, Сарајево Посетилаца: 47 |

| Извор | Извор | Извор | Извор | Извор |
| ----- | ----- | ----- | ----- | ----- |
|       |       |       |       |       |
|       |       |       |       |       |
|       |       |       |       |       |
|       |       |       |       |       |

| 28. фебруар 2023. 20:00 | Киргистан | 10 : 1 3:0, 4:0, 3:1 | Босна и Херцеговина | Скендерија, Сарајево Посетилаца: 168 |

| Извор | Извор | Извор | Извор | Извор |
| ----- | ----- | ----- | ----- | ----- |
|       |       |       |       |       |
|       |       |       |       |       |
|       |       |       |       |       |
|       |       |       |       |       |

| 2. март 2023. 13:00 | Хонгконг | 7 : 6 (про) 1:2, 1:2, 4:2, 1:0 | Сингапур | Скендерија, Сарајево Посетилаца: 101 |

| Извор | Извор | Извор | Извор | Извор |
| ----- | ----- | ----- | ----- | ----- |
|       |       |       |       |       |
|       |       |       |       |       |
|       |       |       |       |       |
|       |       |       |       |       |

| 2. март 2023. 16:30 | Киргистан | 22 : 0 7:0, 10:0, 5:0 | Малезија | Скендерија, Сарајево Посетилаца: 87 |

| Извор | Извор | Извор | Извор | Извор |
| ----- | ----- | ----- | ----- | ----- |
|       |       |       |       |       |
|       |       |       |       |       |
|       |       |       |       |       |
|       |       |       |       |       |

| 2. март 2023. 20:00 | Босна и Херцеговина | 9 : 2 1:1, 3:1, 5:0 | Иран | Скендерија, Сарајево Посетилаца: 569 |

| Извор | Извор | Извор | Извор | Извор |
| ----- | ----- | ----- | ----- | ----- |
|       |       |       |       |       |
|       |       |       |       |       |
|       |       |       |       |       |
|       |       |       |       |       |

| 3. март 2023. 13:00 | Малезија | 1 : 16 1:3, 0:6, 0:7 | Хонгконг | Скендерија, Сарајево Посетилаца: 57 |

| Извор | Извор | Извор | Извор | Извор |
| ----- | ----- | ----- | ----- | ----- |
|       |       |       |       |       |
|       |       |       |       |       |
|       |       |       |       |       |
|       |       |       |       |       |

| 3. март 2023. 16:30 | Иран | 0 : 18 0:7, 0:4, 0:7 | Киргистан | Скендерија, Сарајево Посетилаца: 49 |

| Извор | Извор | Извор | Извор | Извор |
| ----- | ----- | ----- | ----- | ----- |
|       |       |       |       |       |
|       |       |       |       |       |
|       |       |       |       |       |
|       |       |       |       |       |

| 3. март 2023. 20:00 | Сингапур | 2 : 8 0:2, 1:4, 1:2 | Босна и Херцеговина | Скендерија, Сарајево Посетилаца: 850 |

| Извор | Извор | Извор | Извор | Извор |
| ----- | ----- | ----- | ----- | ----- |
|       |       |       |       |       |
|       |       |       |       |       |
|       |       |       |       |       |
|       |       |       |       |       |

| 5. март 2023. 13:00 | Иран | 2 : 11 1:5, 0:4, 1:2 | Сингапур | Скендерија, Сарајево Посетилаца: 64 |

| Извор | Извор | Извор | Извор | Извор |
| ----- | ----- | ----- | ----- | ----- |
|       |       |       |       |       |
|       |       |       |       |       |
|       |       |       |       |       |
|       |       |       |       |       |

| 5. март 2023. 16:30 | Хонгконг | 2 : 12 1:4, 1:4, 0:4 | Киргистан | Скендерија, Сарајево Посетилаца: 112 |

| Извор | Извор | Извор | Извор | Извор |
| ----- | ----- | ----- | ----- | ----- |
|       |       |       |       |       |
|       |       |       |       |       |
|       |       |       |       |       |
|       |       |       |       |       |

| 5. март 2023. 20:00 | Босна и Херцеговина | 15 : 1 5:1, 4:0, 6:0 | Малезија | Скендерија, Сарајево Посетилаца: 1.457 |

| Извор | Извор | Извор | Извор | Извор |
| ----- | ----- | ----- | ----- | ----- |
|       |       |       |       |       |
|       |       |       |       |       |
|       |       |       |       |       |
|       |       |       |       |       |

Напомена: Сатница свих утакмица је по локалном времену UTC+1.